# Port Elliot
Port Elliot is een plaats in de Australische deelstaat Zuid-Australië en telt 3098 inwoners (2006).